# Pipiza puella
Pipiza puella är en tvåvingeart som beskrevs av Samuel Wendell Williston  1887. Pipiza puella ingår i släktet gallblomflugor, och familjen blomflugor. Inga underarter finns listade i Catalogue of Life.